# Torrechiva
Torrechiva, en castillan et officiellement (Torre-xiva en valencien), est une commune d'Espagne de la province de Castellón dans la Communauté valencienne. Elle est située dans la comarque de l'Alto Mijares et dans la zone à prédominance linguistique castillane.

## Patrimoine

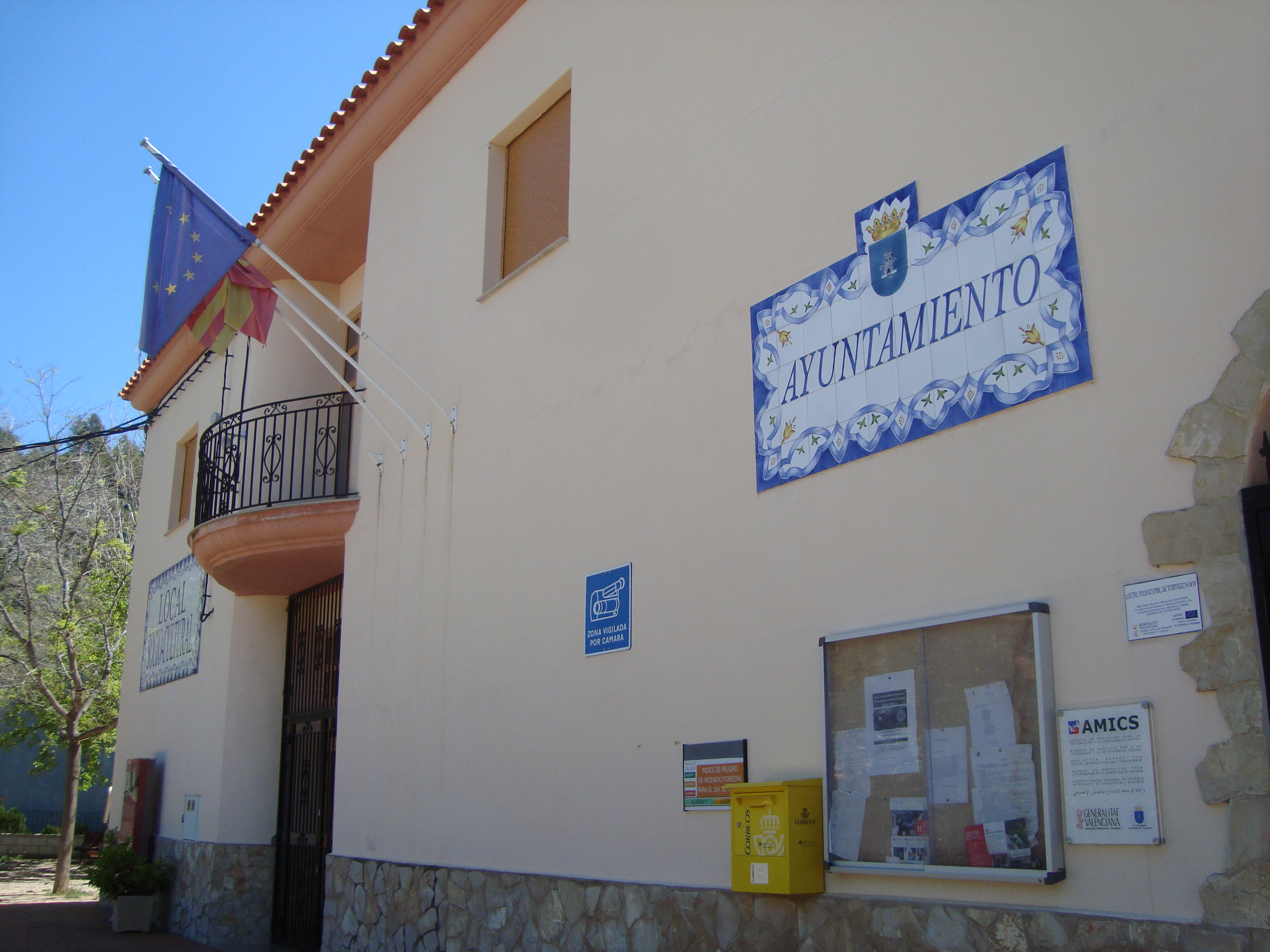
Ayuntamiento de Torrechiva (Castellón)

### Lien externe

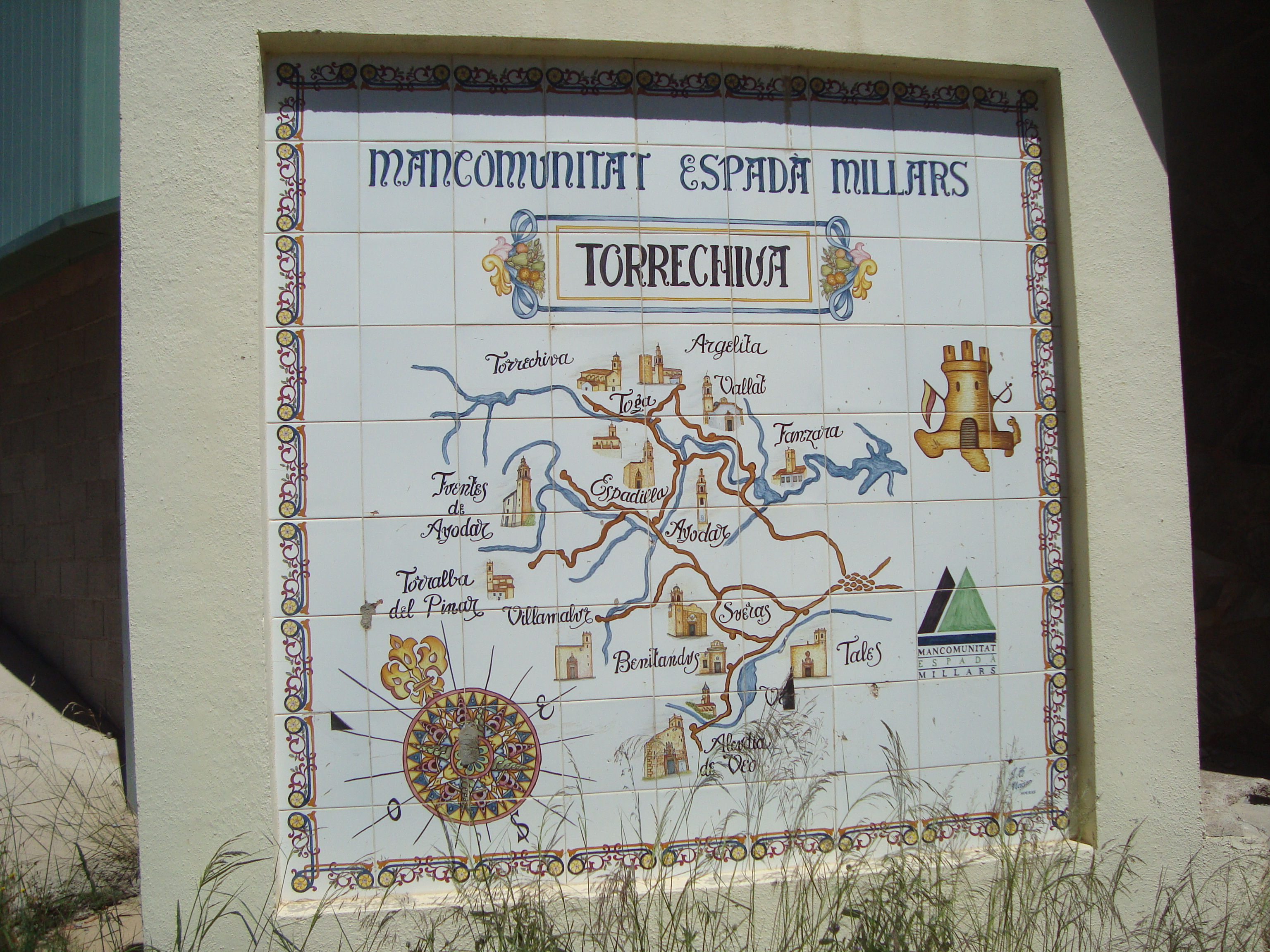
Torrechiva, mural cerámico, Mancomunidad Espadà-Millars

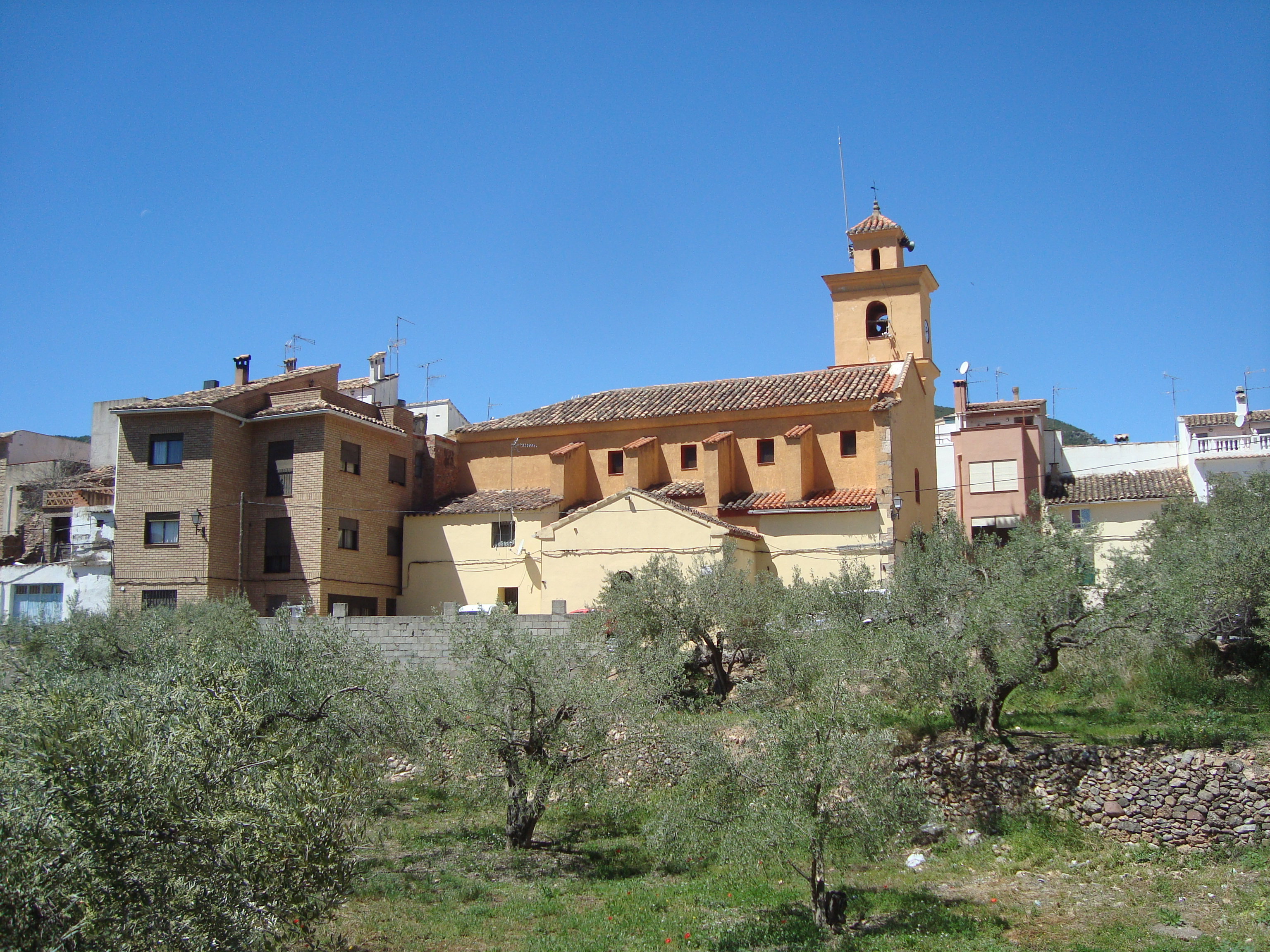
Torrechiva, Alto Mijares (Castellón)

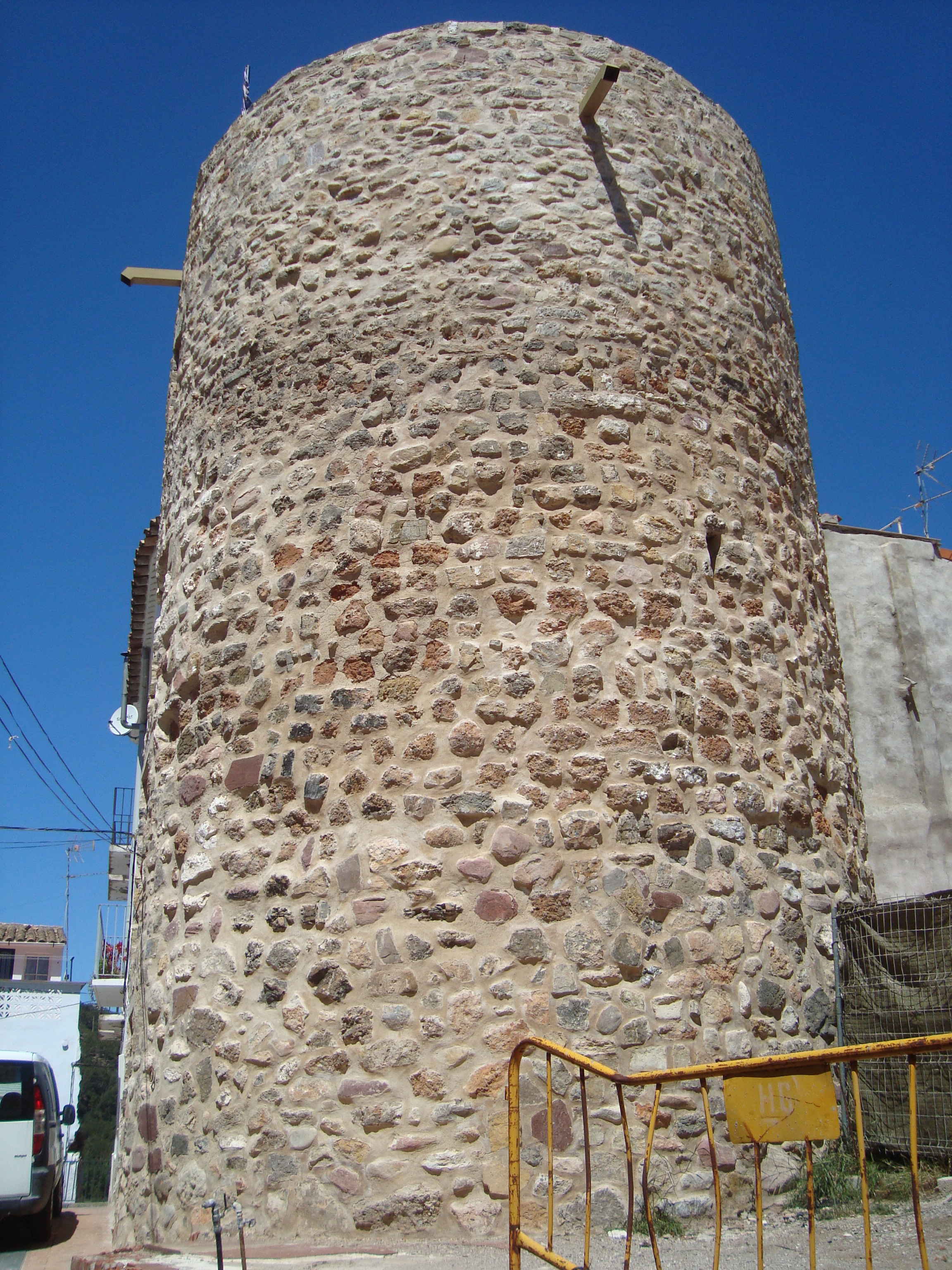
Torre de Chiva (Torrechiva)

## Géographie

Localisation de Torrechiva
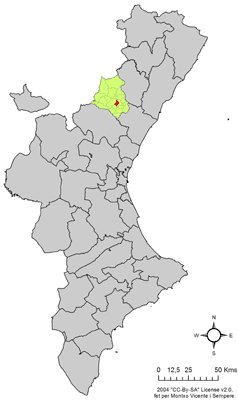
dans la Communauté valencienne.
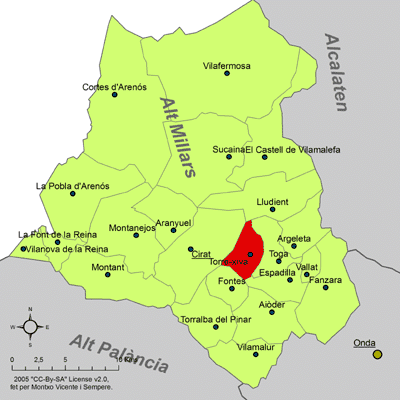
dans la comarque de l'Alto Mijares.